# Diócesis de Odense
La diócesis de Odense (en latín: Dioecesis Othoniensis y en danés: Odense Stift) fue una circunscripción eclesiástica de la Iglesia católica en Dinamarca. Fue suplantada por una superintendencia luterana el 2 de septiembre de 1537 por decisión del rey de Dinamarca y Noruega y quedó suprimida de hecho al fallecer su último obispo católico el 8 de diciembre de 1568. Se trataba de una diócesis latina, sufragánea de la arquidiócesis de Lund. 

## Territorio y organización

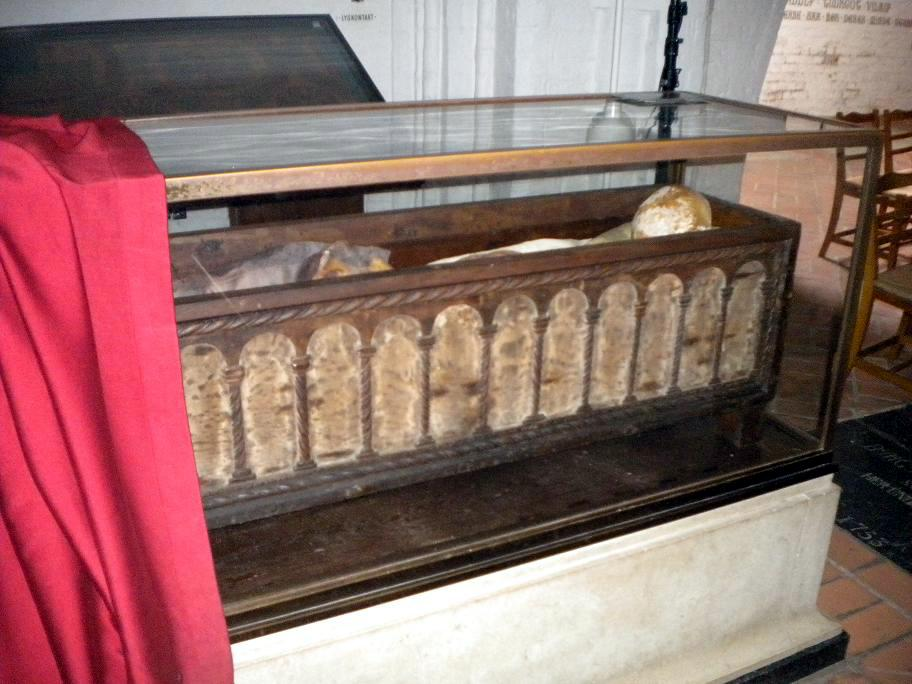
Tumba de san Canuto en el interior de la Catedral de San Canuto, en Odense

La diócesis extendía su jurisdicción sobre los fieles católicos de rito latino residentes en parte de la actual región de Dinamarca del Sur, comprendiendo las islas de: Fionia, Langeland, Tåsinge, Als y Ærø; y en parte de la actual región de Selandia, comprendiendo las islas de: Lolland y Falster. Al momento de la supresión de la diócesis era parte del Reino de Dinamarca y Noruega. Desde el 29 de abril de 1953 el área es parte de la diócesis de Copenhague.
La sede de la diócesis se encontraba en la ciudad de Odense, en donde se encuentra la Catedral de San Canuto, que hoy pertenece a la Iglesia del Pueblo Danés.
Antes de la Reforma protestante la diócesis supervisó varios monasterios, conventos y abadías dentro de su dominio, incluida la abadía de Holme. Estos establecimientos siguieron una variedad de tradiciones monásticas. Sus órdenes incluían: canónigos regulares agustinos, benedictinos, cistercienses, franciscanos, dominicos, carmelitas, clarisas y brigidinos. La diócesis también supervisó hospitales en Odense, Assens, Faaborg y Nakskov, y una comendaduría de los Caballeros de San Juan en Odense.

## Historia
La diócesis de Odense fue erigida probablemente circa 988 (ese año es mencionada en una carta del emperador alemán) con parte del territorio de la diócesis de Schleswig. Se dice que el misionero sueco Odinkar Hvide predicó el cristianismo en Fionia en el momento en que se estableció la diócesis, aunque hay pocos registros que confirmen que era oficialmente el obispo de la diócesis. El primer obispo históricamente documentado fue Reginbert, que fue consagrado obispo por el arzobispo Æthelnoth de Canterbury circa 1022. En el siglo XI los arzobispos de Hamburgo-Bremen disputaron jurisdicción con los arzobispos de Canterbury.
En 1022 Canuto II de Dinamarca confirmó que la isla de Fehmarn (hoy parte de Alemania) pertenecía a la diócesis de Odense. 
Fue sucedido por Gilbert, un secretario de Bremen. Después de la muerte de Gilbert en 1072, la diócesis quedó vacante y sujeta al obispo de Roskilde hasta el nombramiento de un monje benedictino inglés llamado Hubald circa 1082.
La primera iglesia de la diócesis se erigió en Odense y se dedicó a santa María. Hacia 1075 el rey Canuto IV presentó la catedral de la diócesis, entonces en construcción, con las reliquias de san Albano y de san Oswaldo. El 10 de julio de 1086 Canuto fue asesinado durante una insurrección en Odense. Pronto fue venerado como santo dentro de la diócesis y sus restos fueron exhumados en abril de 1095 como reliquias. Fue canonizado oficialmente por el papa Pascual II circa 1100. El 19 de abril de 1101 sus restos fueron trasladados por el obispo Hubald a la catedral de la diócesis, y a san Canuto más tarde se dedicó la catedral.
Originalmente sufragánea de la arquidiócesis de Hamburgo-Bremen, en 1104 se convirtió en sufragánea de arquidiócesis de Lund, ciudad que era parte del Reino de Dinamarca.
Odense fue una vez una de las diócesis más ricas de Dinamarca y tenía fuertes vínculos con la aristocracia danesa. Durante su tiempo como obispo, Jens Andersen Beldenak entró en conflicto con la aristocracia, tal vez porque era el único obispo en Dinamarca en ese momento que no había nacido en la nobleza. Como resultado de estos conflictos con la clase dominante, fue encarcelado temporalmente y finalmente obligado a dimitir en 1529. Su sucesor, Knud Henrikssen Gyldenstjerne, fue anteriormente el decano de Viborg. La elección de Gyldenstjerne como obispo nunca fue confirmada controvertidamente por el papa.

### Reforma protestante
En 1532 al reformador protestante Jørgen Jensen Sadolin se le permitió predicar su agenda en Odense. Sadolin se desempeñó como asistente del entonces obispo católico de Odense, Knud Henrikssen Gyldenstjerne, lo que sugiere que simpatizaba o era cómplice de los reformadores. Con el poder del obispo Knud Gyldenstierne en la mano, Sadolin tomó inmediatamente la iniciativa de convocar una reunión nacional de Funen en Odense en mayo de 1532. En esta reunión nacional, se exhortó a los sacerdotes reunidos a utilizar el pequeño catecismo de Martín Lutero en una versión danesa y una introducción a enseñanzas de Lutero e información sobre cómo utilizar el material en su trabajo diario. De esta manera, Jørgen Jensen Sadolin introdujo en Fionia un sistema eclesiástico luterano.
Como conclusión de la guerra del Conde, el 6 de agosto de 1536 Cristián III entró en Copenhague y en la noche del 12 de agosto llevó a cabo un golpe de Estado durante el cual fue capturado el arzobispo Torbern Bille de Lund junto con dos obispos que estaban en la ciudad. Luego los demás obispos del reino fueron detenidos. El rey convocó una asamblea de notables en Copenhague el 20 de octubre de 1536, en la que se decidió que los obispos debían ser depuestos y sus bienes confiscados en beneficio de la corona.
Un documento posterior del rey Cristián III que denunció a los obispos católicos depuestos durante la Reforma en Dinamarca fue notablemente indulgente con el obispo Gyldenstjerne, diciendo que no era "significativamente evangélico o papista, ni eclesiástico o laico". A pesar de ello, el obispo Gyldenstjerne fue encarcelado brevemente cuando se disolvió la diócesis católica en 1536. Fue liberado en 1537 con la condición de que se ajustara a la Iglesia luterana recién establecida. 
El 2 de setiembre de 1537 el rey Cristián III firmó el Ordinatio ecclesiastica regnorum Daniae et Norwegiae et ducatuum Slesvicencis, Holtsatiae etc. etc., por el que en el Reino de Dinamarca y Noruega las diócesis fueron convertidas en superintendencias luteranas, suplantando formalmente a las diócesis católicas. Sadolin fue nombrado superintendente de Odense sin haber sido consagrado obispo, por lo que esa Iglesia no continuó la sucesión apostólica. 
El depuesto obispo Gyldenstjerne murió el 8 de diciembre de 1568, quedando de hecho suprimida la diócesis católica habiendo sido prohibido el catolicismo en el reino. La superintendencia de Odense fue renombrada la diócesis de Fionia (Fyens) de la Iglesia del Pueblo Danés y la isla de Fehmarn fue transferida a la diócesis luterana de Schleswig.

## Episcopologio
- Odinkar Hvide † (circa 1012-circa 1019 falleció)
- Reginbert † (1022-?)
- Eilbert † (1046-1072 falleció)
- Hubald, O.S.B. † (1093-14 de octubre circa 1120 falleció)
- Hermann † (antes de 1130-1138 nombrado obispo de Schleswig)
- Ricolf † (circa 1138-1163 falleció)
- Linus † (1163-?)
- Simon Suneson † (?-13 de mayo de 1186 falleció)
- Jens Jansens † (1186-23 de abril circa 1202 falleció)
- Lojus † (circa 1211-1236 falleció)
- Iver † (1240-1245)
- Niels † (1246?)
- Jakob † (1246 consagrado-1252 falleció)
- Reiner, O.F.M. † (1252-1267 falleció)
- Janus Barig †
- Peder, O.F.M. † (1268 consagrado-1276 falleció)
- Jens † (1276 consagrado-6 de julio de 1286 falleció)
- Gisiko, O.P. † (1287-1300 falleció)
- Peder Pagh † (1301-21 de diciembre de 1339 falleció)
- Niels Jonassøn, O.F.M. † (1340-1362 falleció)
- Erik Johansen Krabbe, O.S.B. † (5 de octubre de 1364-1375 falleció)
- Waldemar Podebusk † (22 de octubre de 1375-1388? renunció)
- Theus Podebusk † (4 de agosto de 1388-1400 falleció)
- Jens Ovesen † (26 de marzo de 1401-1420 falleció)
- Navne Jensen † (14 de julio de 1421-1440 falleció)
- Henning Torkildsen Ulfeld † (1440-1460 falleció)
- Mogens Krafse † (11 de febrero de 1460-1474 falleció)
- Karl Rønnow † (3 de marzo de 1475-1501 falleció)
- Jens Andersen Beldenak † (10 de enero de 1502-1530 renunció)
- Knud Henrikssen Gyldenstjerne † (1530-20 de octubre de 1536 depuesto por el rey. El 8 de diciembre de 1568 falleció)